# Resultados do Carnaval de Natal em 2012
Resultados do Carnaval de Natal em 2012.

## Escolas de samba
| Grupo A   | Grupo A                | Grupo A | Grupo A         | Grupo A |
| Colocação | Escola                 | Pontos  | Nota            | Ref.    |
| --------- | ---------------------- | ------- | --------------- | ------- |
| 1º        | Balanço do Morro       | 220     |                 | [ 1 ]   |
| 2º        | Acadêmicos do Morro    | 218,8   |                 | [ 1 ]   |
| 3º        | Imperatriz Alecrinense | 218     |                 | [ 1 ]   |
| 4º        | Malandros do Samba     | 213,2   |                 | [ 1 ]   |
| 5º        | Em Cima da Hora        | 208     | Rebaixada       | [ 1 ]   |
| *         | Confiança do Samba     | 0       | Desclassificada | [ 1 ]   |
| Grupo B   |                        |         |                 |         |
| Colocação | Escola                 | Pontos  | Nota            | Ref.    |
| 1º        | Império do Vale        | 213,9   | Promovida       | [ 1 ]   |
| 2º        | Grande Rio do Norte    | 212,5   |                 | [ 1 ]   |
| 3º        | Ferro e Aço            | 210     |                 | [ 1 ]   |
| 4º        | Unidos de Santa Cruz   | 205     |                 | [ 1 ]   |
| 5º        | Imperadores do Samba   | 181,5   |                 | [ 1 ]   |

## Tribos de índios
| Grupo A   | Grupo A         | Grupo A | Grupo A   | Grupo A |
| Colocação | Escola          | Pontos  | Nota      | Ref.    |
| --------- | --------------- | ------- | --------- | ------- |
| 1º        | Tabajara        | 158,4   |           | [ 1 ]   |
| 2º        | Guaracy         | 155     |           | [ 1 ]   |
| 3º        | Tupy Guaranys   | 153,8   |           | [ 1 ]   |
| 4º        | Gaviões Amarelo | 153,5   |           | [ 1 ]   |
| 4º        | Tapuias         | 153,5   |           | [ 1 ]   |
| Grupo B   |                 |         |           |         |
| Colocação | Escola          | Pontos  | Nota      | Ref.    |
| 1º        | Tupinambás      | 177     | Promovida | [ 1 ]   |
| 2º        | Os Comanches    | 176,5   |           | [ 1 ]   |
| 3º        | Os Guaranis     | 144     |           | [ 1 ]   |
| 4º        | Apaches         | 141,5   |           | [ 1 ]   |